# 546 pr. n. št.

## Smrti
- Anaksimander, starogrški filozof in astronom  (*  609/610  pr. n. št.)